# Оушенсайд (Нью-Йорк)
Оушенсайд (англ. Oceanside) — переписна місцевість (CDP) в США, в окрузі Нассау штату Нью-Йорк. Населення — 32 637 осіб (2020).

## Географія
Оушенсайд розташований за координатами 40°37′59″ пн. ш. 73°38′16″ зх. д. / 40.63306° пн. ш. 73.63778° зх. д. (40.633020, -73.637701).  За даними Бюро перепису населення США в 2010 році переписна місцевість мала площу 14,03 км², з яких 12,80 км² — суходіл та 1,23 км² — водойми.

## Демографія
Згідно з переписом 2010 року, у переписній місцевості мешкало 32 109 осіб у 11 249 домогосподарствах у складі 8903 родин. Густота населення становила 2289 осіб/км².  Було 11604 помешкання (827/км²).
Расовий склад населення:
| - 92,2 % — білих - 2,7 % — азіатів - 1,3 % — чорних або афроамериканців - 0,1 % — корінних американців - 2,4 % — осіб інших рас |

До двох чи більше рас належало 1,3 %. Частка іспаномовних становила 9,2 % від усіх жителів.
За віковим діапазоном населення розподілялося таким чином: 22,5 % — особи молодші 18 років, 61,4 % — особи у віці 18—64 років, 16,1 % — особи у віці 65 років та старші. Медіана віку мешканця становила 43,5 року. На 100 осіб жіночої статі у переписній місцевості припадало 92,8 чоловіків;  на 100 жінок у віці від 18 років та старших — 90,2 чоловіків також старших 18 років.
Середній дохід на одне домашнє господарство  становив 113 279 доларів США (медіана — 95 690), а середній дохід на одну сім'ю — 128 558 доларів (медіана — 114 273). Медіана доходів становила 80 236 доларів для чоловіків та 61 626 доларів для жінок. За межею бідності перебувало 5,5 % осіб, у тому числі 6,8 % дітей у віці до 18 років та 4,8 % осіб у віці 65 років та старших.
Цивільне працевлаштоване населення становило 15 377 осіб. Основні галузі зайнятості: освіта, охорона здоров'я та соціальна допомога — 28,0 %, науковці, спеціалісти, менеджери — 12,4 %, роздрібна торгівля — 11,0 %, фінанси, страхування та нерухомість — 9,7 %.